# Stamperia
Una stamperia è l'officina in cui vengono eseguite stampe tipicamente su carta sia di carattere artistico che commerciale.
Le stamperie meramente commerciali sono identificate col termine di Tipografie. Quelle invece, molto più rare, destinate ad un indirizzo esclusivamente artistico, si identificano con il termine di stamperie d'arte.
Le tecniche di stampa adottate sono le più varie: tipografia, litografia, serigrafia, stampa offset e via di seguito.
Si parla invece di stamperia d'arte o stamperia artistica quando vengono realizzate esclusivamente riproduzioni artistiche con tecniche come l'incisione, la litografia, la serigrafia o la xilografia.
Difatti uno stampatore d'arte non è solamente un tecnico ma un vero e proprio artista che lavora di fianco all'autore al fine di riproporre il risultato finale di una sua opera unica in multiplo.